# Puntas de Buricayupí
Puntas de Buricayupí (o simplement Buricayupí) és una entitat de població de l'Uruguai ubicada al nord del departament de Paysandú, al límit amb el departament de Salto.
Es troba a 111 metres sobre el nivell del mar. Té una població aproximada de 100 habitants.